# All This Love (песня Робина Шульца)
«All This Love» — песня немецкого диджея Робина Шульца при участии американской певицы Harlœ. Она вышла 3 мая 2019 года. Авторами песни выступили Стюарт Крихтон, Деннис Бирбродт, Юрген Дор, Гвидо Крамер, Томми Ли Джеймс, Стефан Дабрук, Робин Шульц, Джессика Карпов и Даниэль Дайманн.

## Музыкальное видео
Официальное музыкальное видео вышло 9 мая 2019 года на официальном YouTube-канале Робина Шульца. Режиссёром выступил Роберт Вунш.

## Список композиций
| №  | Название                              | Длительность |
| -- | ------------------------------------- | ------------ |
| 1. | «All This Love» (featuring Harlœ)     | 2:44         |
| 2. | «Speechless» (featuring Erika Sirola) | 3:37         |

| №  | Название                             | Длительность |
| -- | ------------------------------------ | ------------ |
| 1. | «All This Love» (original mix)       | 2:47         |
| 2. | «All This Love» (Deepend remix)      | 2:51         |
| 3. | «All This Love» (Offaiah remix)      | 3:28         |
| 4. | «All This Love» (Hook n Sling remix) | 3:23         |
| 5. | «All This Love» (Joe Stone remix)    | 2:58         |

## Чарты

### Недельные чарты
| Чарт (2019)                     | Высшая позиция |
| ------------------------------- | -------------- |
| Австрия (Ö3 Austria Top 40)     | 32             |
| Бельгия/Валлония (Ultratip)     | 18             |
| Германия (GfK)                  | 24             |
| Венгрия (Dance Top 40)          | 34             |
| Венгрия (Rádiós Top 40)         | 15             |
| Швейцария (Schweizer Hitparade) | 28             |

### Годовые чарты
| Чарт (2019)                       | Позиция |
| --------------------------------- | ------- |
| Germany (Official German Charts)  | 76      |
| Hungary (Rádiós Top 40)           | 79      |
| Switzerland (Schweizer Hitparade) | 77      |

## Сертификации
| Регион                                                                      | Сертификация | Продажи |
| --------------------------------------------------------------------------- | ------------ | ------- |
| Австрия (IFPI Austria)                                                      | Золотой      | 15 000  |
| Германия (BVMI)                                                             | Золотой      | 200 000 |
| Польша (ZPAV)                                                               | Золотой      | 25 000  |
| Данные о продажах + прослушиваниях приведены только на основе сертификации. |              |         |